# 四御
四御是道教天界中輔佐三清道祖的四位聖尊，又稱「四輔」，位居三清之下。三清象徵自然無為、創生宇宙萬物，四御則代表有為運作統率天地的神祇。
南極長生大帝玉清眞王，西方太極勾陳天皇上帝，北極中天紫微大帝，承天效法后土皇地祇。道教后期說法改為六御，添加髙天上聖大慈仁者玉皇大天尊玄穹髙上帝（宋真宗時期）東極妙岩宮青華大帝太乙救苦天尊（亦為宋後期添加），
宋真宗時期加封玉皇上帝，並與早期信仰最高神昊天上帝合一，全稱「太上开天执符御历含真体道昊天玉皇上帝」，有所上升。因此，自宋真宗後，道書多將玉皇上帝自四御提升出去，四御改為中天紫微北極大帝、南極長生大帝、勾陳上宮天皇大帝（或稱太極天皇大帝）、東極青華大帝（即太乙救苦天尊）至現代，四御又恢復為宋代以前說法。
四御少有主祀的廟宇，大多出現於道觀，或作為玉皇上帝之陪祀神。不過分別開時，天皇大帝、紫微大帝常作為斗姥元君之配祀神，后土神則另有地壇、后土廟、地母廟等祭祀場所。
第五十四代天師張繼宗真人所撰的《崆峒問答》記載：
二八二问：“何谓四御？”
答曰：“玉帝即为万天帝主；后土为万地帝主；紫微居北为万星帝主；勾陈即天皇为万雷帝主。此即四御也。”

## 六御
道教還有六御之說。《道門科範大全集》六御宸尊：玉皇大天尊玄穹高上帝，勾陳上宮天皇大帝，中天紫微北極大帝，承天效法后土皇地祇，玉清真王南極長生大帝，東極青華大帝。